# Gene Alley
Leonard Eugene Alley (Richmond, Virginia, 10 de julio de 1940), más conocido como Gene Alley, es un exjugador profesional estadounidense de béisbol que se desempeñó en la posición de campocorto en las Grandes Ligas de Béisbol (MLB). Logró obtener dos Guantes de Oro.

## Carrera
Alley jugó como profesional once temporadas en Pittsburgh Pirates (1963-1973), equipo en el que se retiró.

## Premios
Fue galardonado con el Guante de Oro en dos oportunidades (1966 y 1967).